# امامزاده ابراهیم و اسماعیل
امامزاده ابراهیم و اسماعیل مربوط به دوره قاجار است و در سمنان، ضلع شمالی خیابان امام واقع شده و این اثر در تاریخ ۲۵ خرداد ۱۳۸۱ با شمارهٔ ثبت ۵۸۳۸ به‌عنوان یکی از آثار ملی ایران به ثبت رسیده است.